# James Hunter Bergeson
James Hunter Bergeson (ur. 21 marca 1961 w Newport Beach) – amerykański piłkarz wodny, zdobywca srebrnego medalu Igrzysk Olimpijskich w Seulu.